# Élisa Garnerin
Élisa Garnerin, född 1791, död 1853, var en fransk ballongflygare och fallskärmshoppare.
Hon var brorsdotter och elev till André-Jacques Garnerin. Mellan 1815 och 1835 turnerade hon runt Europa och utförde flyguppvisningar med stor framgång, och utnyttjade både det faktum att ballongflygning under denna tid var nytt och sågs som farligt och sensationellt, och att kvinnliga piloter var något ovanligt. 